# Боровинићи (Фоча)
Боровинићи (Боровнићи) су насељено мјесто у општини Фоча, Република Српска, БиХ. Према попису становништва из 1991. године, у насељу је живјело 56 људи.

## Становништво
| Демографија | Демографија | Демографија |
| Година      | Становника  | Становника  |
| ----------- | ----------- | ----------- |
| 1971.       | 104         |             |
| 1981.       | 84          |             |
| 1991.       | 56          |             |